# Dennis Kelly
Dennis Kelly (Londres, 16 de novembro de 1970) é um escritor e roteirista britânico, vencedor dos prêmios BAFTA, Emmy e Tony. Seu trabalho mais conhecidos é a série de suspense Utopia do Channel 4.

## Filmografia
TV
- Spooks
- Pulling, co-escrito com Sharon Horgan
- Utopia
- The Circuit, co-escrito com Sharon Horgan
- The Third Day
- Together